# Rally Sierra Morena de 2023
El Rally Sierra Morena de 2023 oficialmente 40.º Rallye Sierra Morena fue la cuarenta edición y la primera ronda de la temporada 2023 del Súper Campeonato de España de Rally. Fue también puntuable para el Tour European Rally, el campeonato de Andalucía, la Renault Clio Trophy Spain, la Dacia Sandero Rally Cup y la Beca Júnior R2 RFEdA. Se celebró del 18 al 19 de marzo y contó con un itinerario de catorce tramos que suman un total de 171,28 km cronometrados incluido un tramo urbano en la ciudad de Córdoba.
Más de noventa equipos se inscribieron en la prueba de los que seis eran equipos foráneos. Estaban presentes la mayoría de los principales pilotos del Súper Campeonato: Pepe López, Iván Ares, Surhayen Pernía, José Antonio Suárez, Jan Solans y Javier Pardo. Diego Ruiloba debutó con Citroën y Unai de la Dehesa lo hizo con Renault. Entre los extranjeros se encontraban el andorrano Álex Español, el alemán Stefan Göttig, los italianos Bernardino Caragliu y Michele Liceri, el ruso Alexander Semenov y el turco Kerem Kazaz.
Jan Solans logró su primera victoria en la prueba y la primera de la temporada por delante de Pepe López por solo veinte segundos de ventaja y de Iván Ares por más de treinta. La carrera fue muy disputada y en la jornada del sábado Solans ya lideraba la clasificación por apenas tres segundos de diferencia sobre López. El tramo de Villaviciosa de 23 km el más largo de todos, fue especialmente decisivo y aunque tanto Ares como López lograron ser el más rápido en la mitad de las especiales no lograron alcanzar a Solans que estuvo al frente desde el cuarto tramo y terminó imponiéndose con su Škoda Fabia RS Rally2. José Antonio Suárez terminó cuarto pero muy cerca del podio y algo más atrás Javier Pardo y Óscar Palomo fueron quinto y sexto respectivamente. José Luis Peláez, séptimo de la general logró la victoria en el campeonato andaluz mientras que en las copas promocionales Carlos Rodríguez ganó en el Trofeo Renault Clio, Hugo Rodríguez en la Copa Dacia Sandero y Sergi Pérez en la Beca Júnior R2.

## Itinerario
| Día   | Tramo | Nombre                     | Distancia | Hora  | Ganador             | Tiempo  | Líder      |
| ----- | ----- | -------------------------- | --------- | ----- | ------------------- | ------- | ---------- |
| Día 1 | TC1   | KTVA - Obejo               | 13,04 km  | 12:00 | Iván Ares           | 7:43.3  | Iván Ares  |
| Día 1 | TC2   | Cerrobejuelas              | 13,33 km  | 12:35 | Jan Solans          | 8:13.7  | Jan Solans |
| Día 1 | TC3   | Pozoblanco Villaharta      | 24,8 km   | 13:35 | Iván Ares           | 14:28.1 | Iván Ares  |
| Día 1 | TC4   | Córdoba-Recalvi            | 1,52 km   | 15:15 | José Antonio Suárez | 1:37.9  | Jan Solans |
| Día 1 | TC5   | KTVA - Obejo (Power Stage) | 13,04 km  | 16:40 | Iván Ares           | 7:40.9  | Jan Solans |
| Día 1 | TC6   | Cerrobejuelas              | 13,33 km  | 17:15 | Jan Solans          | 8:13.6  | Jan Solans |
| Día 1 | TC7   | Pozoblanco Villaharta      | 24,8 km   | 18:15 | Pepe López          | 14:19.4 | Jan Solans |
| Día 1 | TC8   | Córdoba-Recalvi            | 1,52 km   | 19:55 | Iván Ares           | 1:36.7  | Jan Solans |
| Día 2 | TC9   | Trassierra                 | 5,64 km   | 07:35 | Jan Solans          | 3:15.0  | Jan Solans |
| Día 2 | TC10  | Villaviciosa               | 23,82 km  | 08:05 | Jan Solans          | 13:46.0 | Jan Solans |
| Día 2 | TC11  | Córdoba                    | 3,49 km   | 09:55 | Pepe López          | 1:57.3  | Jan Solans |
| Día 2 | TC12  | Trassierra                 | 5,64 km   | 11:00 | Jan Solans          | 3:14.5  | Jan Solans |
| Día 2 | TC13  | Villaviciosa               | 23,82 km  | 11:30 | Jan Solans          | 13:45.6 | Jan Solans |
| Día 2 | TC14  | Córdoba                    | 3,49 km   | 13:40 | Iván Ares           | 1:59.5  | Jan Solans |

## Clasificación final
| Pos.    | Piloto              | Copiloto               | Automóvil             | Tiempo    | Diferencia |
| General | General             | General                | General               | General   | General    |
| ------- | ------------------- | ---------------------- | --------------------- | --------- | ---------- |
| 1.      | Jan Solans          | Rodrigo Sanjuan        | Škoda Fabia RS Rally2 | 1:42:00.0 | 0.0        |
| 2.      | Pepe López          | Borja Rozada           | Hyundai i20 N Rally2  | 1:42:19.2 | +19.2      |
| 3.      | Iván Ares           | José Antonio Pintor    | Hyundai i20 N Rally2  | 1:42:35.6 | +35.6      |
| 4.      | José Antonio Suárez | Alberto Iglesias Pin   | Škoda Fabia RS Rally2 | 1:42:46.8 | +46.8      |
| 5.      | Javier Pardo        | Adrián Pérez           | Hyundai i20 N Rally2  | 1:45:14.1 | +3:14.1    |
| 6.      | Óscar Palomo        | Marcelo Der Ohannesian | Hyundai i20 N Rally2  | 1:45:26.7 | +3:26.7    |
| 7.      | Diego Ruiloba       | Ángel Luis Vela        | Citroën C3 Rally2     | 1:46:15.6 | +4:15.6    |
| 8.      | José Luis Peláez    | Alberto Chamorro       | Hyundai i20 N Rally2  | 1:47:57.1 | +5:57.1    |
| 9.      | Sergi Pérez         | Lorena Romero          | Peugeot 208 Rally4    | 1:50:56.4 | +8:56.4    |
| 10.     | Álex Español        | Axel Coronado          | Peugeot 208 Rally4    | 1:51:50.8 | +9:50.8    |